# José María Bandera Sánchez
Diego Amador

## Historia
José María Bandera Sánchez  (Algeciras, Cádiz, 1960) es un guitarrista español de flamenco. Se inició en la guitarra flamenca con diez años de edad de la mano de su abuelo Antonio Sánchez.
Sobrino de Paco de Lucia y de Pepe de Lucia. Primo de la cantante Malú. Hijo de Maria Lucia Sanchez Gomez.
En 1985 fija su residencia en Madrid trabajando en el tablao flamenco "Los Canasteros". Un año más tarde ingresa como guitarrista en el Ballet Nacional de España.En 1989 conforma junto a Paco de Lucía y Juan Manuel Cañizares el espectáculo "Solo-Dúo-Trío" que crea Paco de Lucía para tres guitarras. En paralelo, compone música para el Ballet Nacional de España, quedando algunas piezas como repertorio base dentro de esta compañía.
De 1992 a 2002 se incorpora al septeto de Paco de Lucía , trabajando junto a otros artistas como Jorge Pardo , Carlos Benavent y Rubén Dantas . En este mismo periodo, en La Bienal de Flamenco de Sevilla, estrena como compositor la obra " Contrabandistas" con coreografía de David Morales y como intérprete Mariana Pineda, compuesta por Manolo Sanlúcar y con coreografía de Sara Baras.
A partir de 2002 pasa a formar parte del Ballet Flamenco de Sara Baras del que es guitarrista, director musical y compositor hasta 2010.
A lo largo de su extensa carrera ha compartido escenario con artistas de muy diversa índole, como Chick Corea, Avisahi Coen, Montserrat Caballé, Josep Carreras, Lola Greco, Merche Esmeralda, Eva Yerbabuena o Ana Belén, y ha tocado en los mejores teatros del mundo como el Metropolitan de Nueva York, Ópera de Sídney, el Royal Albert Hall de Londres, el Bunka Kaikan en Tokio, el Champs Elysses, la Sala Pleyel de París, El Real de Madrid, el Gran Teatro del Liceo y el Palacio de la Música Catalana de Barcelona, entre muchos otros.

## Colaboraciones y discos en los que aparece
- Andando por los caminos, Potito
- Avante Claro, El Pele
- Filigranas, Sal Marina
- Siroco, Paco de Lucía
- Samaruco, Duquende
- Mira, Jorge Pardo
- La Familia Pollo, Kiko Veneno
- Agüita salá, Tito Alcedo
- Atún y chocolate, Nono García
- Sevillanas, Carlos Saura
- Iberia, Carlos Saura
- Flamenco, flamenco, Carlos Saura